# Arenetra fumipennis
Arenetra fumipennis là một loài tò vò trong họ Ichneumonidae.